# 応酬
| ウィキペディアには「応酬」という見出しの百科事典記事はありません（タイトルに「応酬」を含むページの一覧/「応酬」で始まるページの一覧）。 代わりにウィクショナリーのページ「応酬」が役に立つかもしれません。 |